# Славчо Шопов
Славчо Шопов е български политик от БКП, кмет на Дупница.

## Биография
Д-р Славчо Шопов е роден през 1928 година в дупнишкото село Баланово. Член е на БКП и от 1972 година е кмет на Дупница. През мандата му заработват цех за витамин C в ХВЗ, хотел „Рила“ и ритуалната зала. Градския площад е доразвит, а „Рилска малина“ и ЗИО „Рила“ са разширени, тече и значително озеленяване на площи. Мандатът на Славчо Шопов изтича през 1974 година.